# ジュリエット・ドルエ

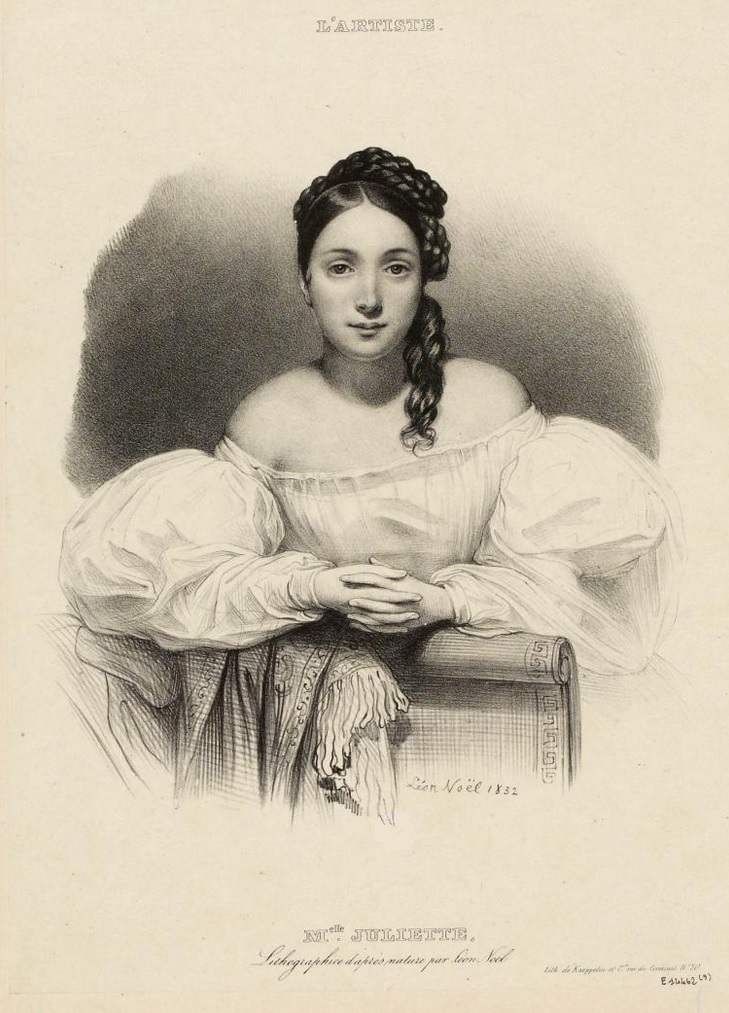
ジュリエット・ドルエ
(画)Alphonse-Léon Noël
本名：　ジュリアンヌ・ジョセフィーヌ・ゴーヴェン生誕：1806年4月10日
フランスブルターニュ地方イル＝エ＝ヴィレーヌ県フージェールにて死没：1883年5月11日(享年７７歳）

ジュリエット・ドルエ（Juliette Drouet, 1806年 - 1883年）は、フランスの女優。ヴィクトル・ユーゴーの愛人。

## 略歴
＜生い立ち＞
本名はジュリアンヌ・ジョセフィーヌ・ゴーヴェン(Julienne Josephine Gauvain)、1806年4月10日イル＝エ＝ヴィレーヌ県フジェール(Fougères, Ille-et-Vilaine)に生まれ、翌日フジェールの聖シュルピス教会で洗礼を受けた。４人兄妹の末子であった。
母親の名はマリー・マルシャンデ(Marie Marchandet)、1780年頃に生まれ、糸を紡ぐ仕事をしていた。父親の名はジュリエン・ゴーヴェン(Julien　Gauvain)、1777年にサン＝エティエンヌ＝アン＝コグル(Saint-Étienne-en-Coglès)に生まれ、服の仕立て屋であった。ふたりは1799年に結婚し、フジェール城下に縫製所を設立した。
ジュリエットは生後数ヶ月で母親を亡くし、翌年父親も亡くした。姉二人と兄と共に、フジェールの修道院に入った後、パリにすむ叔父のルネ・アンリ・ドルエ(René-Henry Drouet)に引き取られ育てられる。1816年から1821年には修道女としてサン・マンデにある寄宿学校に入った。
＜女優としてのキャリア＞
1826年　当時愛人関係にあった有名な彫刻家ジェームス・プラディエとの間にクレール(Claire)という娘を生んだ。
1828年　プラディエの勧めでブリュッセルのパーク劇場から女優としての活動を始め、その後パリで舞台に立った。芸名として叔父の姓ドルエを名乗った。ジュリエットは女優としての才能よりも、その美貌により多くの男性客を魅了した。女優業よりも地位のある男と愛人関係を結ぶことに重きを置いていた。
1833年　ヴィクトル・ユーゴーが書いた戯曲に出演したことがきっかけとなり二人の交際が始まる。その頃、ジュリエットは衣装代などで浪費することが多く、生活が破綻しかけていたところをユゴーに助けられたこともあり、女優としてのキャリアを捨てユーゴーの秘書および旅の同伴者として生涯ユゴーに尽くすことを誓う。ユゴーはジュリエットに女優時代の派手な生活や浪費をやめさせ、小さなアパートの一室で修道女のように隠棲することを求めた。彼らの関係はユゴー夫人や子供達にも認められ、公に知られるようになった。しかしながら、ジュリエットは生涯を通して、ユゴーと住まいを同じくすることも結婚することもなかった。
1846年　ジュリエットのひとり娘クレールが20歳で亡くなった時には、実父のプラディエと共に葬列の先頭に立った。ジュリエットは心労で葬儀に参列することができなかった。
＜ユゴーに尽くす人生＞
反体制的発言や執筆により立場を危うくしたユゴーは1852年イギリス領チャネル諸島ジャージー島、1855年その隣に位置するガーンジー島に亡命し、ジュリエットも追従した。ユゴーと同居することはなく近くの借家に住み彼の家に通った。
1873年9月23日　亡命地にて派手に女性と遊ぶユゴーに愛想を尽かし、ユゴーの元を去るが５日間で呼び戻される。ユゴーはジュリエットに対し忠誠を約束した。
1870年9月25日　普仏戦争でのパリ包囲の間、ユゴーは最悪の事態に備えて彼の子供達に以下の言葉を残した。
「彼女は1851年12月、私の命を救った。私の亡命に際して苦労を分かち合った。彼女の魂は決して私を離れなかった。私を愛する者は彼女を愛しなさい。私を愛する者は彼女を尊重しなさい。私の亡き後も彼女は私のものである。」
＜最期＞
ジュリエットはその生涯を通して22,000もの手紙やメモを残した。1992年にジュリエット・ドルエの伝記を書いたジェラール・プシェン(Gérard Pouchain )は、それらは彼女の真の才能を証明するものであったと述べている。
1883年1月1日　ジュリエットがユゴーに宛てた手紙にはこう書かれていた。
「このような時代に、私が来年どこにいるかはわからないけれど、私は幸福です。私は誇りを持って私の人生の修了証にサインをします。この言葉と共にー”Je t'aime”。
1883年５月11日　バリの自宅にて永眠。ひとり娘のクレールの墓の近くに埋葬される。ユゴーは彼の側近により、葬儀に参列することを止められた。
ユゴーはジュリエットの墓石に次の詩を残した。
『私が凍った灰以外の何ものでもない時
私が光にあたり疲れた目を閉じた時
あなたは自身に問いなさい
私の記憶があなたの心に留まっているか
世界は思考を手にし　私は愛を手にしたのだ
ジュリエット・ドルエの碑文（ヴィクトル・ユゴーの最後の詩の束）』

## ジュリエット・ドルエをモデルにした美術作品

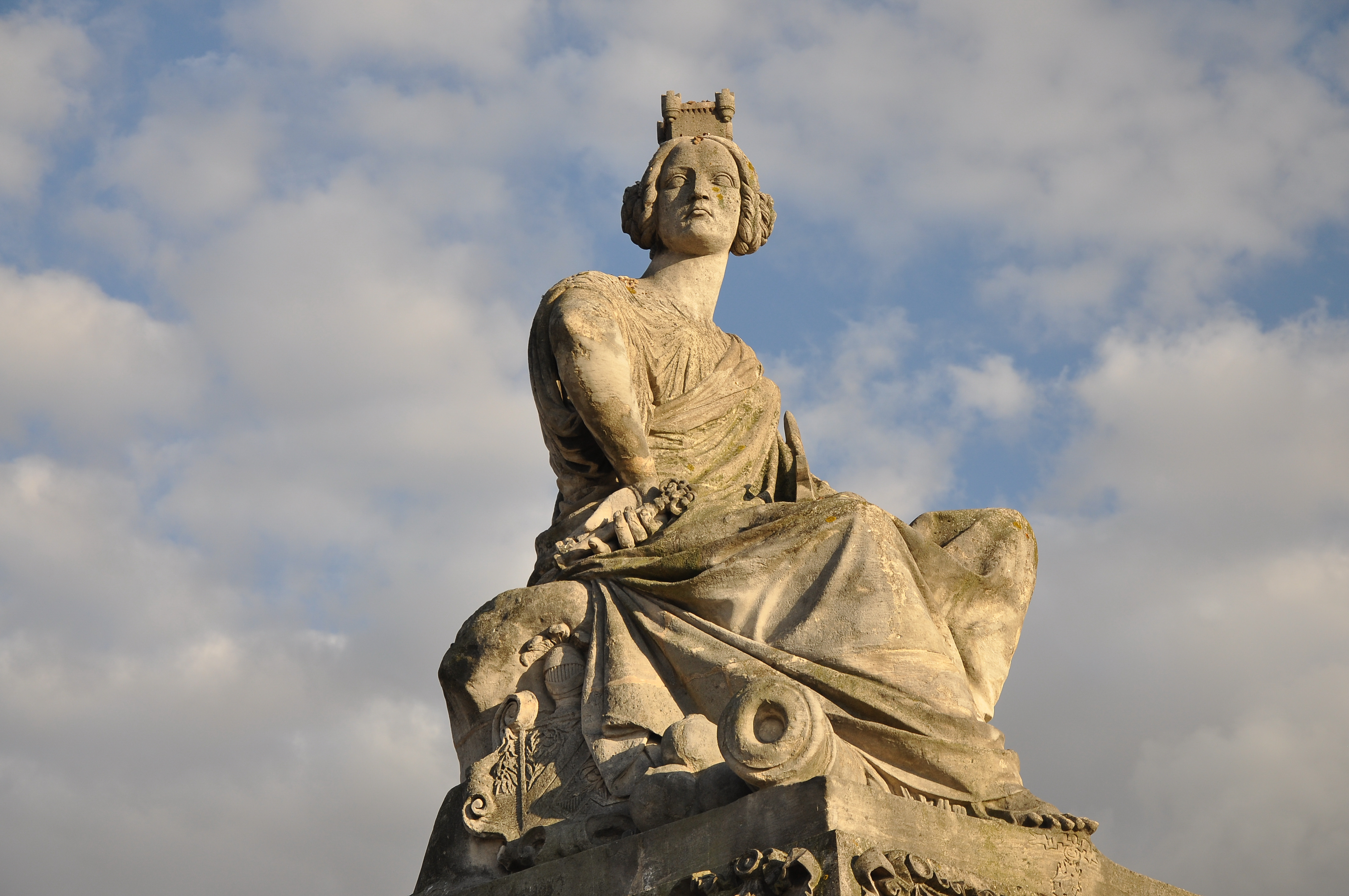
コンコルド広場のジェームス・プラディエ作の像
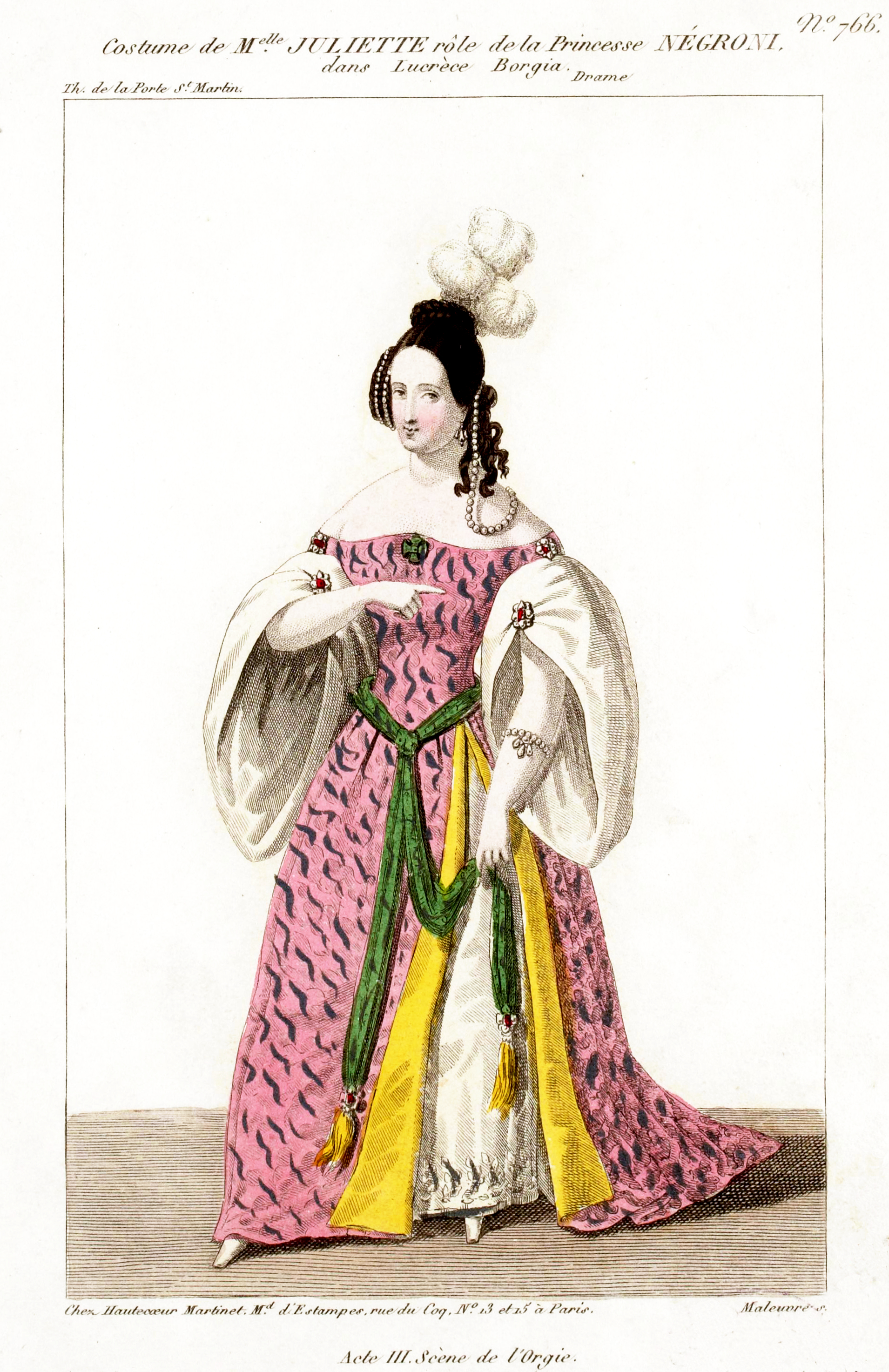
1833年の作者不詳の肖像画
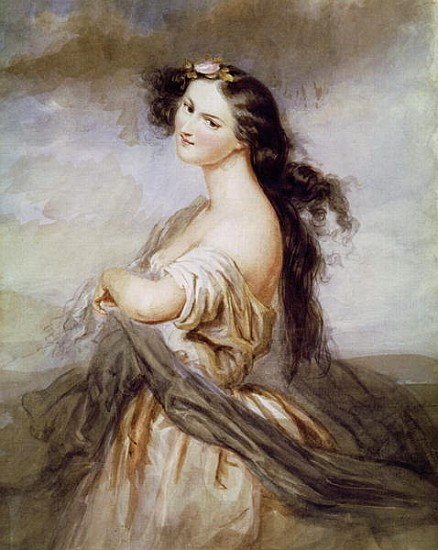
(画)アンドレ＝シャルル・ヴォワユモ (c.1850)
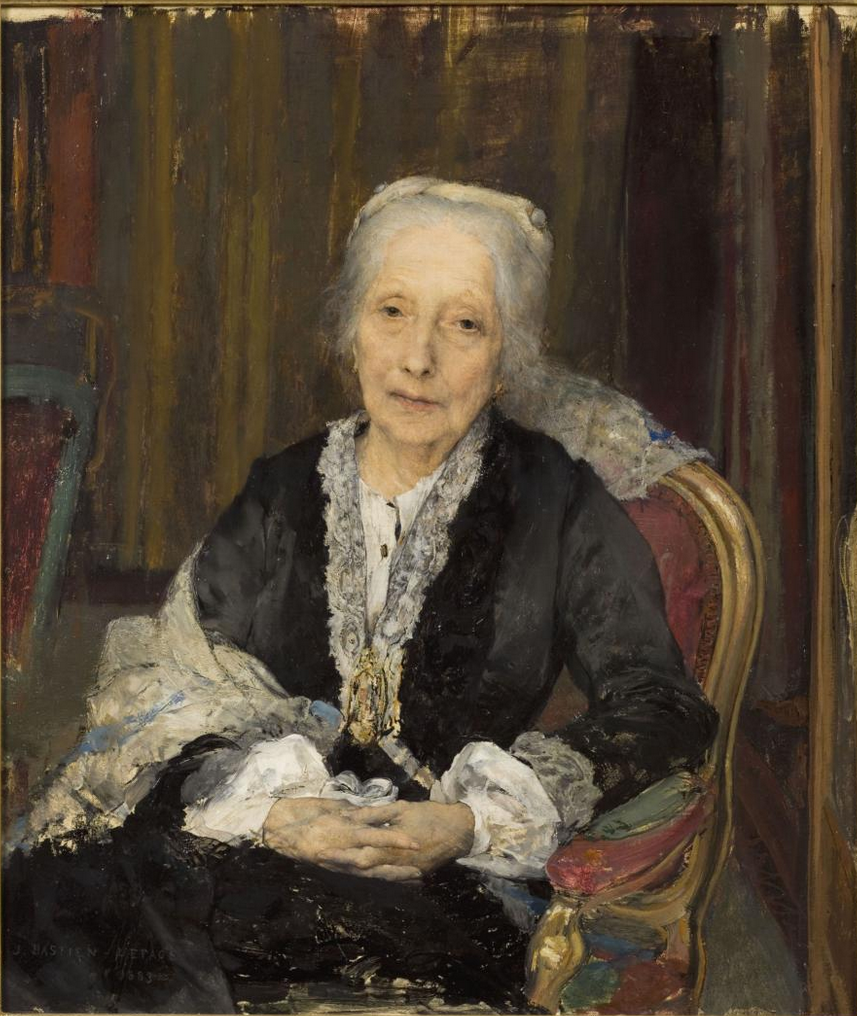
(画)ジュール・バスティアン＝ルパージュ (1883)

脚注　　　　　　　　　　　　　　　　　　　　　　　　　　　　　　　　　　　　　　　　　　　　　　
1. Épitaphe de Juliette Drouet (Dernière Gerbe de Victor Hugo) 　ジュリエット・ドルエの碑文